# Robert Mizzell
Robert Mizzell, född 21 juli 1971 i Shreveport, Louisiana, är en amerikansk-irländsk countrymusiker. Han har släppt nio studioalbum, ofta i samarbete med bandet The Country Kings och även spelat tillsammans med artister som amerikanske countrystjärnan Collin Raye.

## Diskografi i urval
- Place Beyond The Sun (2003)
- Lookin' Lucky 2004
- Waltzing With Me (2006)
- Hello Mr DJ 2007
- Thanks A Lot 2008
- Redneck Man 2010
- Mamas Rockin Chair 2011
- Collection Songs 2011